# Oscar Alberto Ortiz
Oscar Alberto Ortiz (8 april 1953) Is een Argentijns gepensioneerd Voetballer.

## Carrière
De meest opvallende prestatie uit zijn voetbalcarrière was dat hij deel uitmaakte van het Argentijnse team dat het WK 1978 won.
Ortiz begon zijn carrière bij San Lorenzo en maakte zijn debuut in 1971 tegen Newell's Old Boys in een 2-1 overwinning. als jonge speler maakte hij deel uit van de ploeg die drie landstitels won.
In 1976 verkocht San Lorenzo hem aan de Braziliaanse club Grêmio. Hij zei dat hij tijdens het grootste deel van zijn run daar geblesseerd raakte en keerde terug naar Argentinië om voor River Plate te spelen.
Zijn tijd bij River Plate was zijn meest succesvolle, in termen van trofeeën. Zijn eerste trofee bij de club was het Metropolitano-kampioenschap in 1977.
Door zijn goede vorm werd hij opgeroepen om voor Argentinië te spelen tijdens het WK 1978; hij maakte deel uit van het team dat Nederland met 3-1 versloeg in de finale om het eerste WK van Argentinië te claimen.
Terug bij River Plate hielp Ortiz hun drie landstitels op rij te winnen.
In 1981 verkocht River Plate Ortiz aan Club Huracán; zijn tijd daar was onopvallend en hij werd al snel verkocht aan Independiente.
De laatste titel die hij won, behaalde hij bij Independiente als onderdeel van het triomfantelijke Motropolitano-team uit 1983; hij stopte kort daarna met voetbal.